# Nancy Hamilton

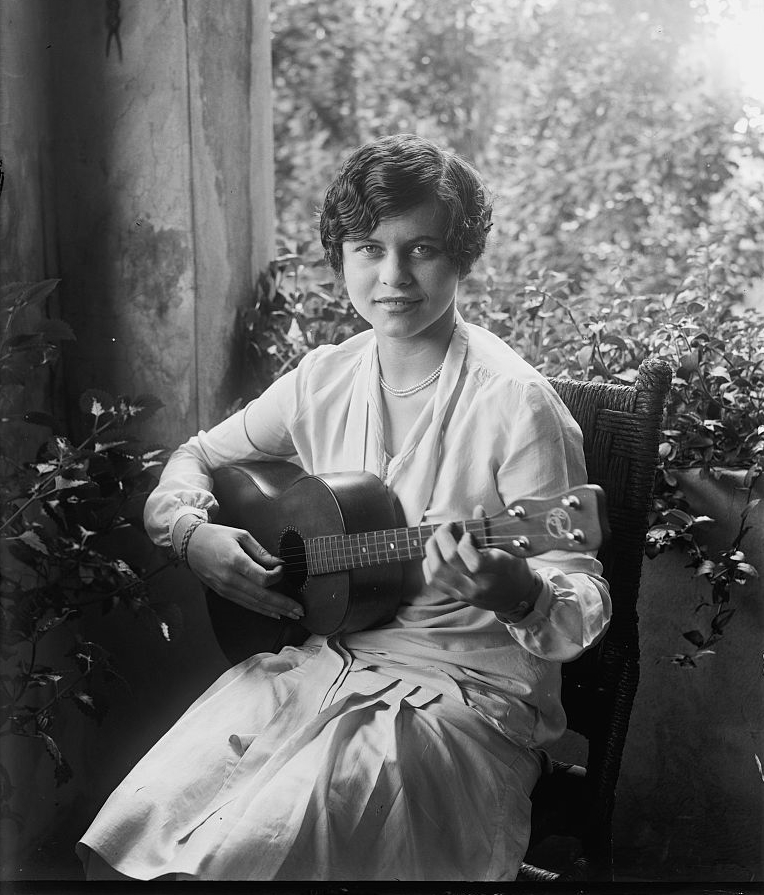
Nancy Hamilton

Nancy Hamilton (* 27. Juli 1908 in Sewickley, Pennsylvania; † 18. Februar 1985 in New York City, New York) war eine US-amerikanische Songwriterin, Drehbuchautorin und Schauspielerin.

## Karriere
Hamilton begann als Theaterschauspielerin und wirkte 1932 bei dem Stück The Warrior’s Husband mit. Nach weiteren Auftritten in den 1930er Jahren verfasste sie Drehbücher zu Bühnenstücken aber auch zur Filmkomödie Madame haben geläutet?, mit Fernand Gravey und Carole Lombard, der 1938 veröffentlicht wurde. 1940 schrieb sie mit Morgan Lewis den Song How High the Moon, der mehrfach gecovert oder bei Filmen bzw. Fernsehserien als Soundtrack verwendet wurde. 1943 schrieb sie das Drehbuch zum Filmmusical Du Barry Was a Lady von Roy Del Ruth, der von MGM produziert wurde. Bei dem Dokumentarfilm Helen Keller in Her Story (The Unconquered) gab sie ihr Regiedebüt und erhielt bei der Oscarverleihung 1956 einen Oscar in der Kategorie „Bester Dokumentarfilm“.